# Pilate (Haiti)
Pilate (Haitianisch-Kreolisch Pilat) ist eine Gemeinde im Département Nord von Haiti.

## Geschichte
Am 2. August 1802 begann in Pilate ebenso wie in l’Escalier, le Branle, le Mapou, auf den Höhen von Borgne und Limbé ein Aufstand gegen die französischen Kolonialherren. Die Rebellen nahmen den Weg bei Pilate ein, wurden aber von Pétion überrascht und niedergeschlagen.
Der ursprüngliche Militärposten Pilate lag seinerzeit in der Gemeinde Limbé. Der Ort wurde am 1. September 1884 als kommunaler Bezirk der Gemeinde Plaisance zugeschlagen. Am 10. Juli 1889 erhielt Pilate offiziell den Status einer eigenständigen Gemeinde.
Im Rahmen der Krise in Haiti kam es im Jahr 2019 zu einer offenen, gewalttätigen Auseinandersetzung zweier krimineller Banden im Ortszentrum von Pilate. Der Schusswechsel forderte ein Todesopfer. Mehrere Personen wurden verletzt.

## Lage und Beschreibung
Neben dem Stadtzentrum Ville de Pilate bestehen acht Gemeindebezirke:
1. Ballon (auch: Avril) mit Bellande, Bellevue, Bimba, Duclerac, Fossine, Lagiromie, Macajou und Paillant,
2. Baudin mit Belizaire, Billiot, Griller, Noncent, Paradis und Tirele,
3. Ravine Trompette mit Belboeuf, Bellevue, Bigot, Duris, Fleurette, Grande Savane, Lacoma, Lafirode, Lapierre, Mare Louis, Modieu und Nan Jacques,
4. Joly mit Ballon, Chabote und La Porte,
5. Dubourg mit Bertin, Bras Gauche, Daugy, Duplessy, Gomier, Pescaille, Robert, Thierry und Toussaint,
6. Piment mit Morlant,
7. Rivière La Porte mit Cochonette, Duro, Marie Congo und Trou d’Enfer sowie
8. Margot mit Benoit, Coin Bois, Diambour, Douane, Dupérac, Dupont, Margot, Martin, Mecre, Nan Rousseau, Patchio und Tchery.

Die Route Départementale RD-116 verbindet Pilate mit dem Straßensystem Haitis. Im Südosten wird nach 15 Kilometern die Gemeinde Plaisance erreicht, wo die Route Nationale RN-1 verläuft. Im Nordwesten sind es 19 Kilometer zur Gemeinde Gros-Morne, wo die Route Nationale RN-6 entlangführt.